# Carsten Tank-Nielsen

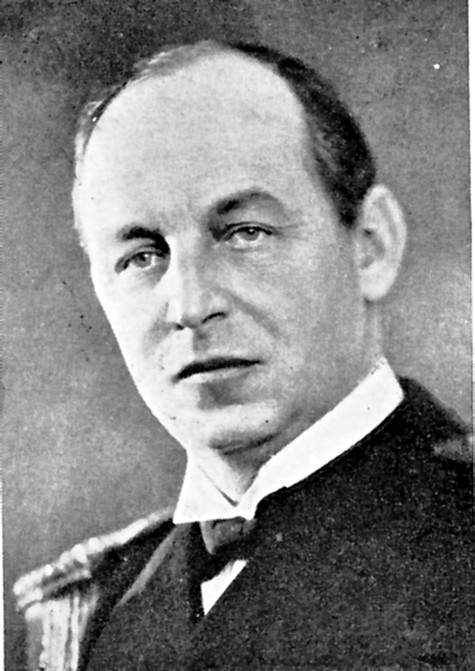
Carsten Tank-Nielsen

Carsten Tank-Nielsen (* 16. September 1877 in Horten (Norwegen); † 2. August 1957 in Oslo) war ein norwegischer Marineoffizier, zuletzt Konteradmiral.
Er war Norwegens erster U-Boot-Kommandant und einer der „Geburtshelfer“ der norwegischen Marinefliegerei. Am Ende seiner Laufbahn musste er als Marinebefehlshaber der norwegischen Westküste im April 1940 miterleben, wie die ihm unterstellten Kräfte den deutschen Invasoren seines Landes nahezu machtlos gegenüberstanden.

## Familie
Er war der Sohn des Marineoffiziers und Werftdirektors Alf Nielsen (1846–1919) und dessen Frau Helga Smith (1854–1933). Sein Großvater war Carsten Tank Nielsen (1818–1892), der erste Telegrafiedirektor Norwegens. Der Großvater schrieb die Namen ohne Bindestrich; der Enkel ließ sich die Namensänderung mit dem Bindestrich im Jahre 1901 genehmigen.
Carsten Tank-Nielsen heiratete im Jahre 1909 Margaret Gudrun Tidemand Johannessen (1887–1971), Tochter des Fabrikanten Carl Fridtjof Johannessen (1854–1895) und der Clara Tidemand (1859–1944).

## Laufbahn

### Frühe Jahre

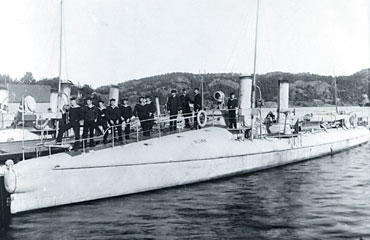
Das Torpedoboot Blink

Tank-Nielsen, damals noch Nielsen, trat nach seiner Schulzeit in die norwegische Marine ein und wurde nach Abschluss der Marineakademie im Jahre 1898 Sekondeleutnant. Nach Absolvierung der oberen Stufe der Marineakademie wurde er 1900 zum Oberleutnant zur See (Premierløitnant i Marinen) befördert.
Er diente danach in verschiedenen Stellungen, spezialisierte sich aber früh auf das Torpedowesen und Elektrotechnik. 1901/1902 wurde er an der österreichisch-ungarischen Torpedoschule in Pola ausgebildet, und 1903 wurde er Kommandant des 40-t-Torpedobootes Blink. Danach war er 1903 bis 1905 nautischer Offizier und Schiffsführer in der Handelsschifffahrt in Ostasien, wo er sich während des Russisch-Japanischen Kriegs einen Ruf als Blockadebrecher erwarb.
1905 kehrte er nach Norwegen zurück und wurde zunächst wieder Kommandant eines Torpedoboots. Im Herbst des Jahres diente er auf der königlichen Yacht Heimdal, die nach der Auflösung der Personalunion mit Schweden den neu gewählten König Haakon VII. am 25. November 1905 nach Kristiania brachte. Haakon und seine Familie waren auf der dänischen Königsyacht Dannebrog von Kopenhagen nach Drøbak im Oslofjord gekommen und stiegen dort auf die norwegische Heimdal um. Im Jahr 1906 wurde er Chef einer Torpedobootsdivision.

### U-Boot-Pionier

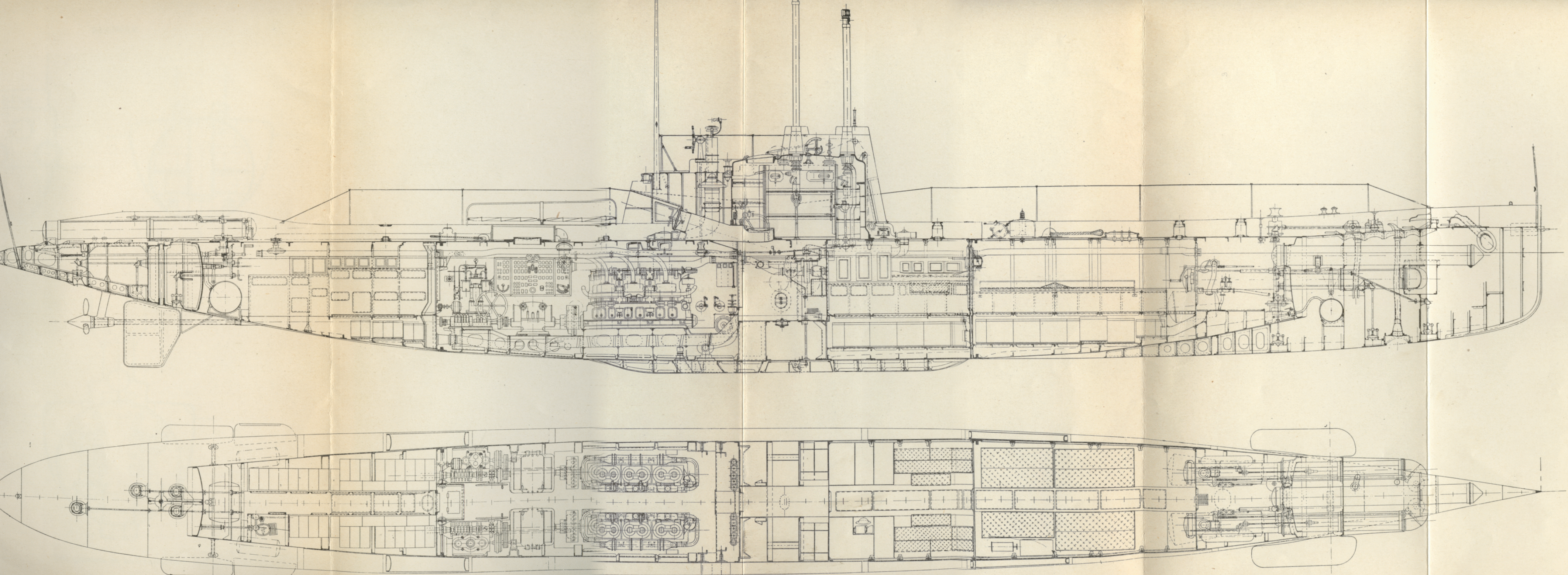
Die Kobben, Norwegens erstes U-Boot

1907 wurde er nach Deutschland geschickt, wo er bis 1908 als Vorbereitung auf seine zukünftige Verwendung als U-Boot-Kommandant an der Technischen Hochschule Hannover in Motoren- und Elektrotechnik weitergebildet wurde. Danach leitete er, nunmehr als Kapitänleutnant (Kaptein i marinen), die Ausbildung der 14-köpfigen zukünftigen Besatzung und hisste schließlich am 28. November 1909 bei der Germaniawerft in Kiel die norwegische Flagge auf dem U-Boot Kobben, dem ersten U-Boot der norwegischen Marine. Nach zwei Wochen Probefahrten und Tauchübungen im Großen Belt traf das Boot am 12. Dezember 1909 in der norwegischen Marinebasis in Horten ein. Es wurde dann bis zum Ausbruch des Ersten Weltkriegs als Test- und Schulboot verwendet. Tank-Nielsen blieb bis 1913 Kommandant der Kobben, die im Februar 1913 in A-1 umbenannt wurde.

### Beginn der norwegischen Marinefliegerei

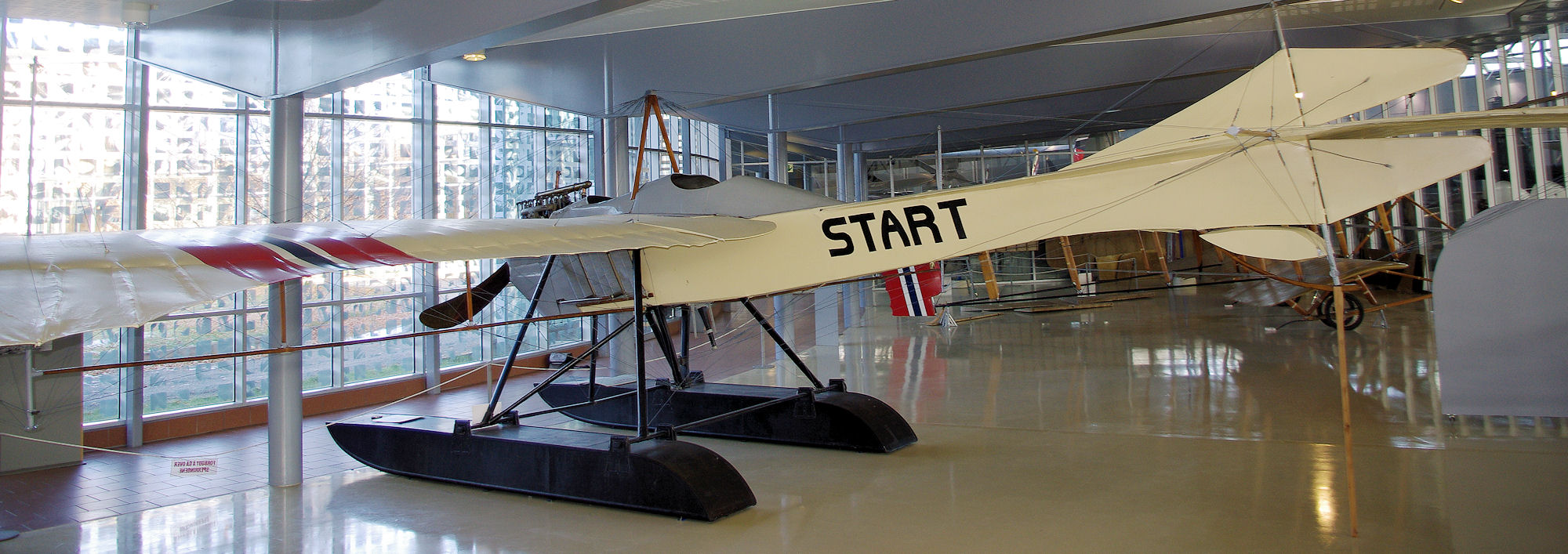
Die Start (in der Militär-Flugzeugsammlung Gardermoen)

In dieser Zeit war er, als Haupt des sogenannten Kobben flyvekomité, der engagierteste Befürworter einer norwegischen Marinefliegerei. Im Jahre 1912 organisierte er die Reise seines Ersten Offiziers, Hans Fleischer Dons, nach Deutschland, wo dieser seine Pilotenlizenz erwarb und ein Flugzeug kaufte, das das erste norwegische Marineflugzeug werden sollte. Das Flugzeug kostete 30.000 Kronen, die auf die Initiative des Komitees von privaten Spendern aufgebracht worden waren; einer der großzügigsten Spender war König Hakon. Am 1. Juni 1912 machte Dons mit dieser von Edmund Rumpler in seiner Rumpler Flugzeugwerke GmbH in Berlin gebauten und Start genannten Etrich Taube den ersten Flug in Norwegen. Am 7. Juni flog er, diesmal mit Tank-Nielsen als erstem Passagier, von Borre über Horten und den Oslofjord nach Moss und Fredrikstad, wobei die Strecke von 48 km in 35 Minuten bewältigt wurde. Das Flugzeug wurde dann der norwegischen Marine geschenkt.

### U-Boot-Befehlshaber
Als 1913 das erste der drei im Mai 1911 bestellten weiteren U-Boote, die A-2, in Dienst gestellt wurde – A-3 und A-4 folgten 1914 – wurde Tank-Nielsen zum Kommandanten des U-Boot-Mutterschiffs Ellida, einer umgebauten alten Dampfkorvette, und Chef der U-Boot-Division ernannt.
Während der Neutralitäts-Sicherung Norwegens von 1914 bis 1919 war er Chef der Tønsberg-Abteilung, in der alle U-Boote zusammengefasst waren. 1918 richtete er eine U-Boot-Basis in Teie (Tønsberg) ein, die er bis 1929 befehligte. Dann wurde er zum Fregattenkapitän (Kommandørkapitein) befördert und zum ersten Kommandeur der U-Boot-Inspektion ernannt. Im Sommer 1920 hatte er Seedienst als stellvertretender Kommandant der Küstenpanzerschiffs Tordenskjold, und im Jahre 1926 war er einige Zeit Kommandant der Heimdal, die zur Unterstützung von Roald Amundsens Nordpol-Expedition nach Spitzbergen gesandt wurde.

### Kommandeur Westküste
Im Herbst 1934 wurde Tank-Nielsen Kapitän zur See (Kommandør) und Chef des sich von Jærens Rev südwestlich von Stavanger bis Rørvik im Norden erstreckenden 2. Seeverteidigungsabschnitts mit Sitz in Bergen. In dieser Dienststellung war der 1938 zum Konteradmiral beförderte Tank-Nielsen beim Ausbruch des Zweiten Weltkrieges für die Sicherung der norwegischen Neutralität an der Westküste verantwortlich; gleichzeitig war sein Küstenabschnitt aber auch der Ausgangs- bzw. Anlaufpunkt für den Geleitzug-Verkehr von und nach Norwegen, der in Zusammenarbeit mit Großbritannien organisiert wurde.

#### Altmark-Zwischenfall
Tank-Nielsen musste sich mehrfach mit dem Eindringen deutscher, aber auch britischer Schiffe in neutrale norwegische Gewässern auseinandersetzen. Der bekannteste Fall war der des deutschen Trossschiffs Altmark im Februar 1940. Aus dem Südatlantik kommend lief das Schiff am 14. Februar, mit 303 britischen Seeleuten an Bord, die vom Panzerschiff Admiral Graf Spee bei dessen Handelskriegunternehmen gefangen genommen worden waren, am 14. Februar 1940 nördlich von Trondheim in norwegische Hoheitsgewässer ein, um dann entlang der Küste nach Deutschland zu gelangen. Die Altmark wurde zweimal von norwegischen Torpedobooten angehalten und kontrolliert, ohne dass die Kriegsgefangenen entdeckt wurden. Tank-Nielsen, der über britische Internierte an Bord informiert worden war, gab sich damit jedoch nicht zufrieden, begab sich am 15. Februar mit dem Torpedoboot Garm selbst zur Altmark und verlangte eine neuerliche Untersuchung. Der Kapitän der Altmark lehnte ab; sein Versuch, per Funk die deutsche Botschaft in Oslo zu erreichen, wurde von den Norwegern verhindert. Auf Anweisung der Admiralität in Oslo gestattete Tank-Nielsen dann die Weiterfahrt unter Begleitung norwegischer Torpedoboote. Am 16. Februar wurde die Altmark von dem britischen Zerstörer Cossack im Jøssingfjord aufgebracht und geentert. Sieben deutsche Seeleute kamen ums Leben, die britischen Seeleute wurden befreit, und die Altmark wurde anschließend wieder freigegeben. Diese doppelte Verletzung der norwegischen Neutralität durch beide kriegführende Parteien hatte schwerwiegende Konsequenzen, wie sich im April 1940 zeigen sollte.

#### Deutsche Invasion Norwegens
Nach dem Eintreffen der ersten Nachrichten von einer möglichen deutschen Invasion Norwegens befahl Tank-Nielsen am Nachmittag des 8. April 1940 erhöhte Wachsamkeit in seinem Abschnitt, den er zur wirksameren Verteidigung in drei Unterabschnitte aufteilte, um deutsches Eindringen in die wichtigsten Fjorde zu verhindern. Allerdings standen ihm nur 17 oder 18 Kriegsschiffe, zumeist kleine, und 5 oder 6 Marineflugzeuge zur Verfügung. Als sich in der Nacht zum 9. April die Nachrichten über feindliches Eindringen in norwegische Gewässer verdichteten, ließ er die Leuchtfeuer löschen und gab Befehl zum Minenlegen und zum bewaffneten Widerstand gegen alle ausländischen Kriegsschiffe, die nach Bergen einzulaufen versuchen sollten. Er koordinierte seine Aktionen eng mit dem Kommandeur der 4. Division, Generalmajor William Steffens, und hielt Kontakt mit seinem Untergebenen. Dennoch brach die Verteidigung von Bergen beim Eintreffen der deutschen Kriegsschiffgruppe 3 unter Konteradmiral Schmundt sehr schnell zusammen. Zwar erhielten der Leichte Kreuzer Königsberg, das Artillerieschulschiff Bremse und das Schnellbootbegleitschiff Carl Peters Treffer beim Beschuss durch die Küstenbatterien bei Kvarven, aber Bergen selbst wurde kampflos besetzt, und auch die Küstenbatterien wurden bald von deutschen Truppen eingenommen. Tank-Nielsen und Steffens mussten bereits am Morgen in das etwa 75 km nordöstlich gelegene Voss evakuieren. Am 11. April flog Tank-Nielsen noch über Gudvangen nach Balestrand am Sognefjord, wo er die dort verbliebenen Schiffe inspizierte und Anweisungen zur Weiterführung des Widerstands gab, aber nur fünf Tage später ging er unter dem Druck der Ereignisse in Krankenurlaub.

### Ruhestand
Seine Enttäuschung, dass die Marine die Invasoren nicht abwehren konnte, muss immens gewesen sein, und er kam nicht mehr in den Dienst zurück. Im Februar 1941 schrieb er einen Bericht über seine Beteiligung am Kriegsgeschehen, und im folgenden Jahr, nachdem er im Januar 1942 kurze Zeit in deutscher Kriegsgefangenschaft im Polizeihäftlingslager Grini gewesen war, trat er in den Ruhestand.

## Auszeichnungen
Carsten Tank-Nielsen wurde 1926 zum Ritter 1. Klasse des Sankt-Olav-Ordens ernannt. Er war auch Träger einer Anzahl ausländischer Orden: Kommandeur 2. Klasse des schwedischen Schwertordens, Offizier des Ordens der Krone von Italien sowie Ritter 1. Klasse des Finnischen Ordens der Weißen Rose.